# Ріверс Юнайтед
Футбольний клуб «Ріверс Юнайтед» (англ. Rivers United Football Club) — нігерійський професійний футбольний клуб з міста Порт-Гаркорт, центру штату Риверс. Клуб грає у Прем'єр-лізі Нігерії, найвищому футбольному дивізіоні країни. Клуб був заснований у 2016 році шляхом об'єднання клубів «Долфінс» і «Шаркс». Спочатку команда грала на стадіоні імені Якубу Говона, попередня назва «Ліберейшен», в Елекахії місткістю 30 тисяч глядачів. У 2020 році клуб перебрався на стадіон «Адокіє Амієсімака», який після реконструкції в 2020 році має місткість 40 тисяч глядачів. При клубі є також жіноча футбольна команда «Ріверс Ейнджелс», яка є однією з найкращих у Нігерії та Африці.
К «Ріверс Юнайтед» грає в найвищому дивізіоні з першого сезону. У розіграші Кубка Конфедерації КАФ 2020—2021 років клуб переміг південноафриканський клуб «Блумфонтейн Селтік» вдома та на виїзді, щоб зіграти довгоочікуваний матч проти клубу із сусіднього міста «Еньїмба» в останньому кваліфікаційному раунді за місце в груповому етапі. «Ріверс Юнайтед» програв після нічиєї за загального рахунку 1–1 по пенальті.

## Історія
«Ріверс Юнайтед» був заснований у 2016 році після того, як уряд штату Риверс отримав дозвіл на об'єднання клубів «Долфінс» і «Шаркс». Обидва клуби перебували під управлінням уряду штату, і мали фінансові труднощі. У 2015 році «Шаркс» вилетіли до Першого дивізіону, а «Долфінс» ледь уникли вильоту після нічиєї у своєму останньому матчі чемпіонату. Емблема клубу містить і акулу, і дельфіна, символів обох попередників клубу.
Першим головним тренером клубу був призначений Стенлі Егума, який привів команду до перемоги в першому матчі ліги з рахунком 1–0 над «Еньїмбою». Клуб посів друге місце в Нігерійській Прем'єр-лізі 2016 року, та вперше кваліфікувався до Ліги чемпіонів КАФ 2017 року. Перемога у другому матчі з 4 голами над малійським клубом «Бамако», в якому Есоса Ігбіноба та Бернард Овоке зробили по дублю, дозволила «Ріверсу» пройти попередній раунд. Однак у наступному раунді клуб вибув із розіграшу турніру після поразки від суданського клубу «Аль-Меррейх» із загальним рахунком 4–3 після втрати перемоги в першому матчі 3–0.

### 2021—2022: чемпіон Нігерії

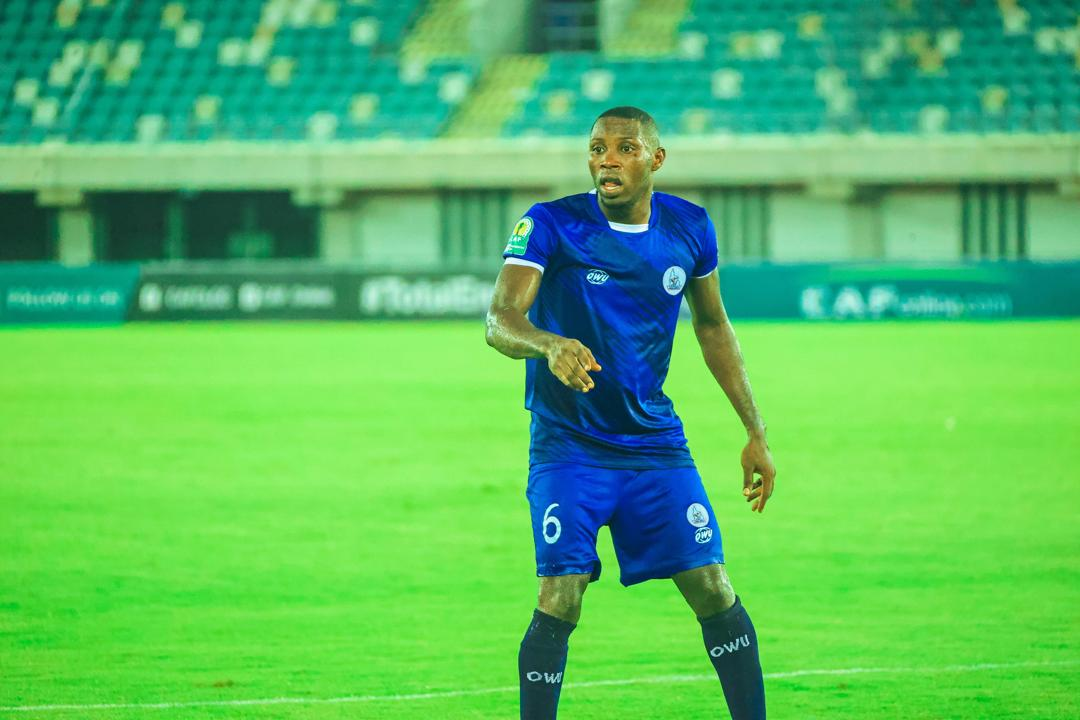
Еньїнная Годсвілл у футболці «Ріверс Юнайтед»

25 червня 2022 року «Ріверс Юнайтед» уперше виграв Прем'єр-лігу Нігерії з 4 іграми в запасі, після того, як команда «Аква Юнайтед» обіграла його найближчого конкурента «Плато Юнайтед» з рахунком 2-1. «Ріверс Юнайтед» завершив сезон із 77 очками, побивши рекорд ліги в 73 очки за сезон. Це стало першою перемогою команди в чемпіонаті країни після злиття клубів «Долфінс» і «Шаркс» з Порт-Гаркорта в 2016 році. Це також стало першим чемпіонським титулом команди зі штату Риверс із 2011 року, коли чемпіоном країни став клуб «Долфінс». «Ріверс Юнайтед» у цьому сезоні виграв 23 ігри, 8 зіграв внічию та програв 7 із 38 ігор у лізі, випередивши на 10 очок своїх найближчих переслідувачів, «Плато Юнайтед».
Уряд штату Риверс за перемогу в лізі у 2022 році нагородив гравців та офіційних осіб клубу «Ріверс Юнайтед» премією у 20 тисяч доларів США, а також пообіцяв ще 40 тисяч доларів США, якщо клуб вийде до групового етапу Ліги чемпіонів КАФ 2022—2023 років.

## Титули і досягнення
- Чемпіон Нігерії (1): 2021—2022